# Austin Amutu
Austin Iwuji Ammachi Augustine Amutu (Jos, 20 febbraio 1993) è un calciatore nigeriano, attaccante dell'Al-Gharraf.

## Carriera
Ha giocato nella massima serie dei campionati israeliano, tunisino, malaysiano, egiziano ed iracheno.